# Europeiska sociala stadgan
Europeiska sociala stadgan är ett dokument som undertecknats av Europarådets medlemmar i Turin, den 18 oktober 1961. Genom dokumentet gick staterna med på att tillförsäkra sina befolkningar sociala rättigheter, som specificerats i dokumentet, i syfte att öka levnadsstandarden och den sociala välfärden. Stadgan syftade till att fylla ett tomrum som lämnades av konventionen om skydd för mänskliga rättigheter och grundläggande friheter, som väsentligen endast berör civila och politiska rättigheter.
Stadgan skyddar rätten till arbete, skäliga arbetsvillkor, säkra och hälsosamma arbetsförhållanden, kollektivavtal, rätten att organisera sig, rätten till social säkerhet, socialbidrag, föräldraledighet, rätten till sociala förmåner emot utanförskap etc.
Medlemsstater som har ratificerat stadgan måste skicka in rapporter vartannat år om implementeringen av stadgans artiklar i landets rättssystem. Implementeringen övervakas av kommittén för sociala rättigheter, som består av representanter från ministerkommittén och från den mellanstatliga kommittén (Intergovernmental Committe), som förbereder ministerkommitténs beslut.
Ministerkommittén ger rekommendationer till medlemsstaterna som inte i nuläget följer stadgans krav.
Den sociala stadgan var det första internationella dokument som erkände strejkrätten.
Den reviderades i Strasbourg den 3 maj 1996.

## Sociala stadgan och förslaget till EU-konstitutionen
Varken den sociala stadgan eller konventionen var med i det förslag till konstitution för Europa som tidigare behandlades inom Europeiska unionen.